# ريبيكا سميث (سباح)
ريبيكا سميث (بالإنجليزية: Becky Smith) (و. 1959  م) هي سبّاحة كندية، ولدت في فانكوفر، شاركت في الألعاب الأولمبية الصيفية 1976، وسباحة في الألعاب الأولمبية الصيفية 1976 – سيدات 400 متر فردي متنوع ‏، وسباحة في الألعاب الأولمبية الصيفية 1976 – سيدات 4 × 100 متر سباحة حرة تناوب ‏.
.

## روابط خارجية
- ريبيكا سميث على موقع الاتحاد الدولي للسباحة (الإنجليزية)
- ريبيكا سميث على موقع SwimRankings.net (الإنجليزية)
- ريبيكا سميث على موقع اللجنة الأولمبية الدولية (الإنجليزية)
- ريبيكا سميث على موقع أوليمبيديا (الإنجليزية)
- ريبيكا سميث على موقع اتحاد ألعاب الكومنولث (مؤرشف) (الإنجليزية)